# دييغو خوسيه غارسيا مورينو
دييغو خوسيه غارسيا مورينو (بالإسبانية: Diego José García Moreno)‏ (29 يوليو 1997 بإشبيلية في إسبانيا - ) هو لاعب كرة قدم إسباني في مركز الوسط. لعب مع Sevilla FC C ‏.

## وصلات خارجية
- دييغو خوسيه غارسيا مورينو على موقع قاعدة بيانات كرة القدم.إي يو (الإنجليزية)
- دييغو خوسيه غارسيا مورينو على موقع Soccerway.com (الإنجليزية)